# Laerte Bastos
Laerte Rezende Bastos (Itaperuna, 22 de julho de 1928) é um político brasileiro. Atuou em entidades sindicais e nos movimentos por moradias populares na Baixada Fluminense. A partir da década de 1980, concorreu a cargos políticos, tendo sido eleito vice-prefeito de Nova Iguaçu e a deputado federal pelo estado do Rio de Janeiro.

## Biografia
Foi militante do Partido Comunista Brasileiro e presidente do Sindicato dos Trabalhadores Rurais de Duque de Caxias de 1963 a 1964, época em que foi preso pelo regime militar instaurado em abril de 1964.
A partir da década 1970, passou a atuar nos primeiros movimentos dos "sem-terra" da Baixada Fluminense, tendo ficado à frente das seguintes entidades: Associação do Mutirão Urbano de Nova Aurora e da Associação do Mutirão Rural de Campo Alegre.
A partir da década de 1980, passou a estar presente na vida política. Foi candidato a deputado federal na eleição de 1986, vaga esta para a Assembleia Constituinte que definiria a Constituição promulgada em 1988, mas acabou não sendo eleito. Foi eleito vice-prefeito de Nova Iguaçu em 1988.
Na eleição de 1990, ficou com a primeira suplência a deputado federal pelo PDT. Assumiu o mandato com a nomeação de Fernando Lopes como secretário de Planejamento e Controle no governo de Leonel Brizola. Com a morte do deputado Brandão Monteiro, acabou sendo efetivado em setembro de 1991.
Como deputado, integrou a Comissão de Agricultura e Política Rural da Câmara. Votou a favor do impeachment do presidente Fernando Collor de Mello, em 1992. Foi candidato à prefeitura de Belford Roxo nesse mesmo ano, mas perdeu a disputa para Jorge Júlio da Costa dos Santos, o Joca.
Ainda no mandato de deputado federal, deixou o PDT e ingressou no PSDB em 1993 Durante o governo Marcello Alencar, foi subsecretário de Habitação do Rio de Janeiro. Em 1997, fazia parte da comissão executiva do partido no estado.
Como opositor do regime militar brasileiro, foi ouvido pela Comissão da Verdade do Rio de Janeiro, em 2015. Na época, uma pesquisa revelou 22 mortos no campo que não aparecem no relatório da Comissão Nacional da Verdade.  Ele afirmou que ficou dois meses preso em 1965 e que teve a casa invadida e destruída, além de ter sido torturado.